# Querido John (película de 2010)
Querido John (en inglés: Dear John) es una película romántica estadounidense de 2010, basada en la novela homónima de Nicholas Sparks. Fue dirigida por Lasse Hallström y protagonizada por Channing Tatum y Amanda Seyfried. Y Jose Leonardo Martinez Pereira
Narra la historia de John Tyree (Channing Tatum), un apuesto soldado que —estando en casa de permiso— se enamora de Savannah Lynn Curtis (Amanda Seyfried), una joven estudiante de una estricta universidad.

## Argumento
John (Channing Tatum) es un soldado de las Fuerzas Especiales que ama lo que hace; pero a su vez tiene conflictos internos no resueltos lo que lo hace ser una persona de pocas palabras.
Durante su período de permiso va a visitar a su padre a Carolina del Sur.
Savannah (Amanda Seyfried) es además pretendida por varios candidatos que están entre sus amigos.  John y Savannah se conocen de casualidad en una playa e inmediatamente ella se siente atraída hacía John.   John a su vez se abre hacia Savannah y la invita a conocer su mundo íntimo.
El encuentro se transforma en un idilio arrollador de dos semanas y rápidamente sus sentimientos se profundizan hasta que se convierte en un amor apasionado. Cuando John es forzado a volver a sus fuerzas de despliegue en el Oriente y Savannah tiene que regresar a la universidad, la pareja promete enviarse cartas. A través de una continua correspondencia, su amor florece y la profunda historia de amor romántico se prolonga.
A medida que pasa el tiempo, John y Savannah solo pueden verse esporádicamente. El período de John en su destacamento en el extranjero se extiende y la vida de Savannah sigue su curso.
Al tiempo que la situación en el mundo se vuelve cada vez más compleja, Savannah se halla constantemente preocupada por la seguridad de John, y John se debate entre la dedicación a su trabajo y su deseo de volver a casa y tener una vida con Savannah.
A pesar de la creciente tensión entre sus deseos y responsabilidades la pareja lucha por mantener su compromiso. Pero cuando una inesperada tragedia se produce en el círculo de Savannah, ella le escribe fríamente que se ha comprometido con una persona y que todo termina.
En uno de los permisos, John se entera de que su padre está en estado terminal en un hospital y va a despedirse de él estableciendo en ese momento crítico una entrañable comunicación de despedida sincera de parte de John.  El padre muere.
Al final John vuelve, su regreso provoca una confrontación emocional con Savannah,  a pesar de la situación de compromiso de Savannah en que ella por compasión se ha casado con uno de sus mejores amigos el cual padece de cáncer,  aunque los sentimientos están latentes,  la pareja se ve forzada a descubrir si su amor es capaz de sobrevivir.

## Reparto
- Channing Tatum como John Tyree.
- Amanda Seyfried como Savannah Lynn Curtis.
- Henry Thomas como Tim Wheddon.
- Richard Jenkins como Bill Tyree.
- Scott Porter como Randy.
- Luke Benward como Alan Wheddon. 
  - Braeden Reed como pequeño Alan.
- Keith Robinson como Capitán Stone.
- Leslea Fisher como Susan.
- Mary Rachel Dudley como la Sra. Curtis
- Bryce Hayes como Jerry.
- Daniela Arechiga como Shelly.

## Banda sonora
- Joshua Radin y Schuyler Fisk – «Paperweight»
- The Swell Season – «The Moon»
- 311 – «Amber»
- The Donkeys – «Excelsior Lady»
- Wailing Souls – «Things & Time»
- Amanda Seyfried y Marshall Altman – «Little House»
- Fink – «This Is the Thing»
- Rosi Golan – «Think of Me»
- Rachael Yamagata y Dan Wilson – «You Take My Troubles Away»
- Deborah Lurie – «Dear John Theme»
- Snow Patrol ft. Martha Wainwright – «Set The Fire To The Third Bar»